# Pan Keltisch Festival
Het Pan Keltisch Festival (Iers: Féile Pan Cheilteach) is een muziekfestival onder de Keltische naties dat jaarlijks wordt georganiseerd in Ierland. De eerste editie vond plaats in 1971 en is sindsdien elk jaar, op één uitzondering na, georganiseerd. Het festival wil de Keltische talen promoten. Zes naties hebben al deelgenomen. Dit zijn: Bretagne, Cornwall, Ierland, Man, Schotland en Wales.
De landen houden allemaal een selectie om een artiest te selecteren. Een voorbeeld hiervan is de bekende muziekwedstrijd in Wales: Cân i Gymru.

## Deelnemers
Enkel Keltische naties mogen deelnemen. De term "natie" wordt gebruikt om een verschil te geven. De term "natie" wordt hierbij in zijn oorspronkelijke betekenis gebruikt om een gemeenschap van mensen aan te duiden die een gemeenschappelijke identiteit en cultuur delen en worden geïdentificeerd met een traditioneel territorium. Het is niet synoniem met "soevereine staat".
| Natie             | Debuut |
| ----------------- | ------ |
| Bretagne (Breizh) | 1971   |
| Cornwall (Kernow) | 1972   |
| Ierland (Éire)    | 1971   |
| Man (Mannin)      | 1972   |
| Schotland (Alba)  | 1972   |
| Wales (Cymru)     | 1971   |

## Organisatie
Het festival is door de jaren heen georganiseerd in verschillende Ierse steden. Het festival is sinds de start maar één keer geannuleerd. Dit was de editie in 2001, door de MKZ-crisis.
| Aantal | Graafschap (county) | Plaats       | Jaar |
| ------ | ------------------- | ------------ | --- |
| 29     | County Kerry        | Killarney    | 1971, 1972, 1973, 1974, 1975, 1976, 1977, 1978, 1979, 1980, 1981, 1982, 1983, 1984, 1985, 1986, 1987, 1988, 1989, 1990 |
| 29     | County Kerry        | Tralee       | 1995, 1996, 1998, 1999, 2000, 2004, 2005                                                                               |
| 29     | County Kerry        | Dingle       | 2010, 2011 |
| 4      | County Galway       | Galway       | 1991, 1992, 1993, 1994                                                                                                 |
| 4      | County Donegal      | Letterkenny  | 2006, 2007, 2018 |
| 4      | County Donegal      | Donegal Town | 2008, 2009 |
| 4      | County Carlow       | Carlow       | 2012, 2013, 2016, 2017                                                                                                 |
| 2      | County Kilkenny     | Kilkenny     | 2002, 2003 |
| 2      | County Londonderry  | Derry        | 2014, 2015 |
| 1      | County Clare        | Ennis        | 1997 |

## Lijst van edities & winnaars
| Jaar | Artiest                                       | Winnende natie                          | Lied                                    |
| ---- | --------------------------------------------- | --------------------------------------- | --------------------------------------- |
| 1971 | Scoil na Toirbhirte                           | Ierland                                 | "Tomás MacCurtain"                      |
| 1972 | Na h-Òganaich                                 | Schotland                               | "Mi le m' Uillin"                       |
| 1973 | Margaret O'Brien                              | Ierland                                 | "Goirm Thú"                             |
| 1974 | Iris Williams                                 | Wales                                   | "Cymru Rydd"                            |
| 1974 | McMurrough                                    | Ierland                                 | "Cuain Baile 'na Cuairte"               |
| 1975 | Bran                                          | Wales                                   | "Caled Fwlch"                           |
| 1976 | Mary Sandeman                                 | Schotland                               | "Thoir dhom do Lamh"                    |
| 1977 | Kyaalldan                                     | Bretagne                                | "Breizh"                                |
| 1978 | Gouelia                                       | Bretagne                                | "Korn-Bout"                             |
| 1979 | Margaret MacLeod                              | Schotland                               | "An Lon Dubh"                           |
| 1980 | Dermot O'Brien                                | Ierland                                 | "Neansaí"                               |
| 1981 | Kathleen MacDonald                            | Schotland                               | "Oran do Cheit"                         |
| 1982 | Bando                                         | Wales                                   | "Nid Llwynog Oedd Yr Haul"              |
| 1983 | Mary MacInnis                                 | Schotland                               | "Nam Aonar le no Smuaintean"            |
| 1984 | Ragamuffin                                    | Cornwall                                | "Ar Wrannen"                            |
| 1985 | Capercaillie                                  | Schotland                               | "Urnuigh a Bhan Thigreach"              |
| 1986 | Kristen Nicolas                               | Bretagne                                | "Gwerz Maro Paotr Anst"                 |
| 1987 | Eryr Wen                                      | Wales                                   | "Gloria Tyrd Adre"                      |
| 1988 | Manon Llwyd                                   | Wales                                   | "Cân Wini"                              |
| 1989 | Hefin Huws                                    | Wales                                   | "Twll Triongl"                          |
| 1990 | Christine Kennedy                             | Schotland                               | "'M' Iondrainn air Chuairt"             |
| 1991 | Philip Knight                                 | Cornwall                                | "Deus yn-rag, Dolli"                    |
| 1992 | Gerróid O'Murchú                              | Ierland                                 | "Soilse geala na cathrach"              |
| 1993 | Liam Ó hUaithne                               | Ierland                                 | "An Pobal Scaipthe"                     |
| 1994 | Geraint Griffiths                             | Wales                                   | "Rhyw Ddydd"                            |
| 1995 | Gwenda Owen                                   | Wales                                   | "Cân I'r Ynys Werdd"                    |
| 1996 | West Group                                    | Cornwall                                | "An Arvair"                             |
| 1997 | Art Ó Dufaigh & Sean Ó hEanaí                 | Ierland                                 | "Comhartha an Ghaoil"                   |
| 1998 | Arwel Wyn Roberts                             | Wales                                   | "Rho dy Law"                            |
| 1999 | Per Nod                                       | Wales                                   | "Torri'n Rhydd"                         |
| 2000 | Rachael Cans tir Kemmyn                       | Cornwall                                | "Tir Kemmyn"                            |
| 2001 | Festival geannuleerd door de MKZ-crisis       | Festival geannuleerd door de MKZ-crisis | Festival geannuleerd door de MKZ-crisis |
| 2002 | Gainor Haf                                    | Wales                                   | "Dagrau Ddoe"                           |
| 2003 | Elin Fflur a'r Moniars                        | Wales                                   | "Harbwr Diogel"                         |
| 2004 | Treiz Noath                                   | Cornwall                                | "Mor Menta Sewia"                       |
| 2005 | Kentyon Bew                                   | Cornwall                                | "Treusporthys"                          |
| 2006 | Krena                                         | Cornwall                                | "Fordh Dhe Dalvann"                     |
| 2007 | Gealbrí                                       | Ierland                                 | "Seolfaidh Me Abhaile"                  |
| 2008 | Deirdre Níi Chinnéide le Fraoch               | Ierland                                 | "Tá mé caillte go deo"                  |
| 2009 | Elfed Morris                                  | Wales                                   | "Gofidiau"                              |
| 2010 | Màiri Chaimbeul & Jenna Moynihan              | Schotland                               | "Back and Forth"                        |
| 2011 | Brigyn                                        | Wales                                   | "Rhywun yn Rhywle"                      |
| 2012 | Bénjad                                        | Cornwall                                | "Mordid Bewnans"                        |
| 2013 | Bénjad                                        | Cornwall                                | "Breten Vyhan"                          |
| 2014 | Shenn Scoill                                  | Man                                     | "Tayrn Mee Thie"                        |
| 2015 | The Changing Room                             | Cornwall                                | "Hal an Tow"                            |
| 2016 | Cordia                                        | Wales                                   | “Dim Ond Un”                            |
| 2017 | Emer O'Flaherty, Paddy Mulcahy & Angelo Heart | Ierland                                 | "Taibhse"                               |
| 2018 | Padraig Seoighe & Niall Teague                | Ierland                                 | "Ar Saoire"                             |
| 2019 | Daríona Nic Dhonnacha                         | Ierland                                 | "Ní thuigim"                            |

### Overwinningen

Aantal overwinningen per natie

| Wins | Celtic nation | Years                                                                                    |
| ---- | ------------- | ---------------------------------------------------------------------------------------- |
| 15   | Wales         | 1974, 1975, 1982, 1987, 1988, 1989, 1994, 1995, 1998, 1999, 2002, 2003, 2009, 2011, 2016 |
| 12   | Ierland       | 1971, 1973, 1974, 1980, 1992, 1993, 1997, 2007, 2008, 2017, 2018, 2019                   |
| 10   | Cornwall      | 1984, 1991, 1996, 2000, 2004, 2005, 2006, 2012, 2013, 2015                               |
| 8    | Schotland     | 1972, 1976, 1979, 1981, 1983, 1985, 1990, 2010                                           |
| 3    | Bretagne      | 1977, 1978, 1986                                                                         |
| 1    | Man           | 2014                                                                                     |